# Teodor Odhner
Nils Johan Teodor Odhner, född den 25 februari 1879 i Lund, död den 29 oktober 1928 i Oscars församling, Stockholm, var en svensk zoolog. Han var son till Claes Theodor Odhner och far till Clas-Erik Odhner.
Efter avlagd mogenhetsexamen vid Beskowska skolan i Stockholm 1897 skrevs Odhner in vid Uppsala universitet. Under sin studietid var Odhner bland annat ordförande på Föreningen Heimdal och Förste Kurator på Stockholms nation. Odhner blev docent i zoologi vid Uppsala universitet 1905, professor i zoologi vid Kristiania universitet 1914, professor och intendent vid Naturhistoriska riksmuseets i Stockholm evertebratavdelning 1918 och tillika föreståndare för Stockholms arbetarinstitut 1922.
Odhner deltog i zoologiska expeditioner till Svalbard och östra Grönland 1900 samt till Vita Nilen 1901 och bedrev zoologiska studier vid stationerna i Trieste och Neapel. Han lämnade flera bidrag till litteraturen om sugmaskarnas anatomi och systematik och valdes 1925 till ledamot av Vetenskapsakademien, för vilken han var vice sekreterare 1923–1928. Han är begravd på Norra begravningsplatsen utanför Stockholm.

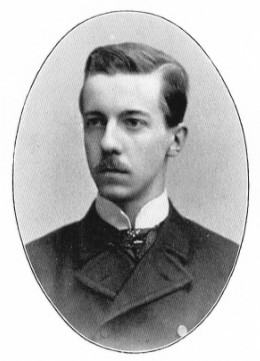
Teodor Odhner